# Hohenschwangau

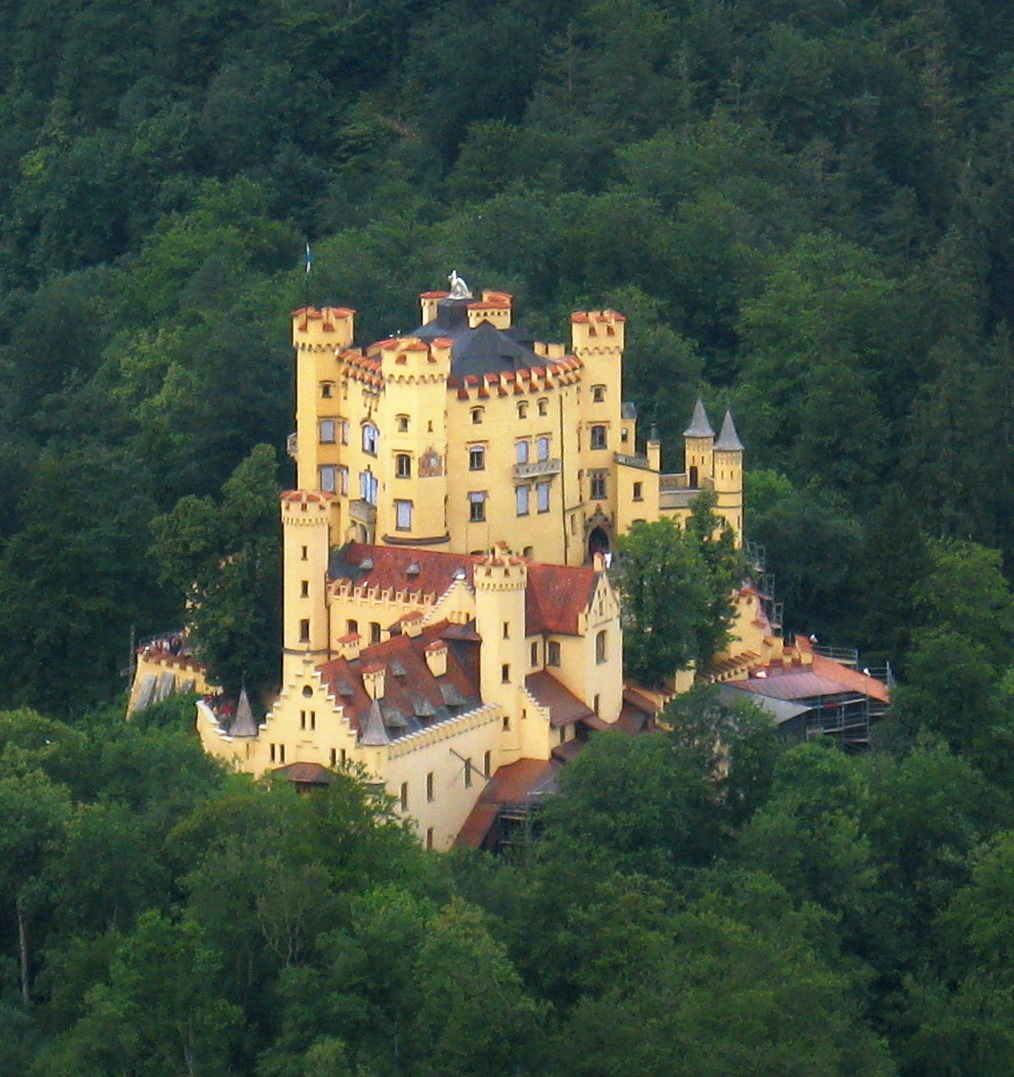
Slottet Hohenschwangau från Neuschwanstein

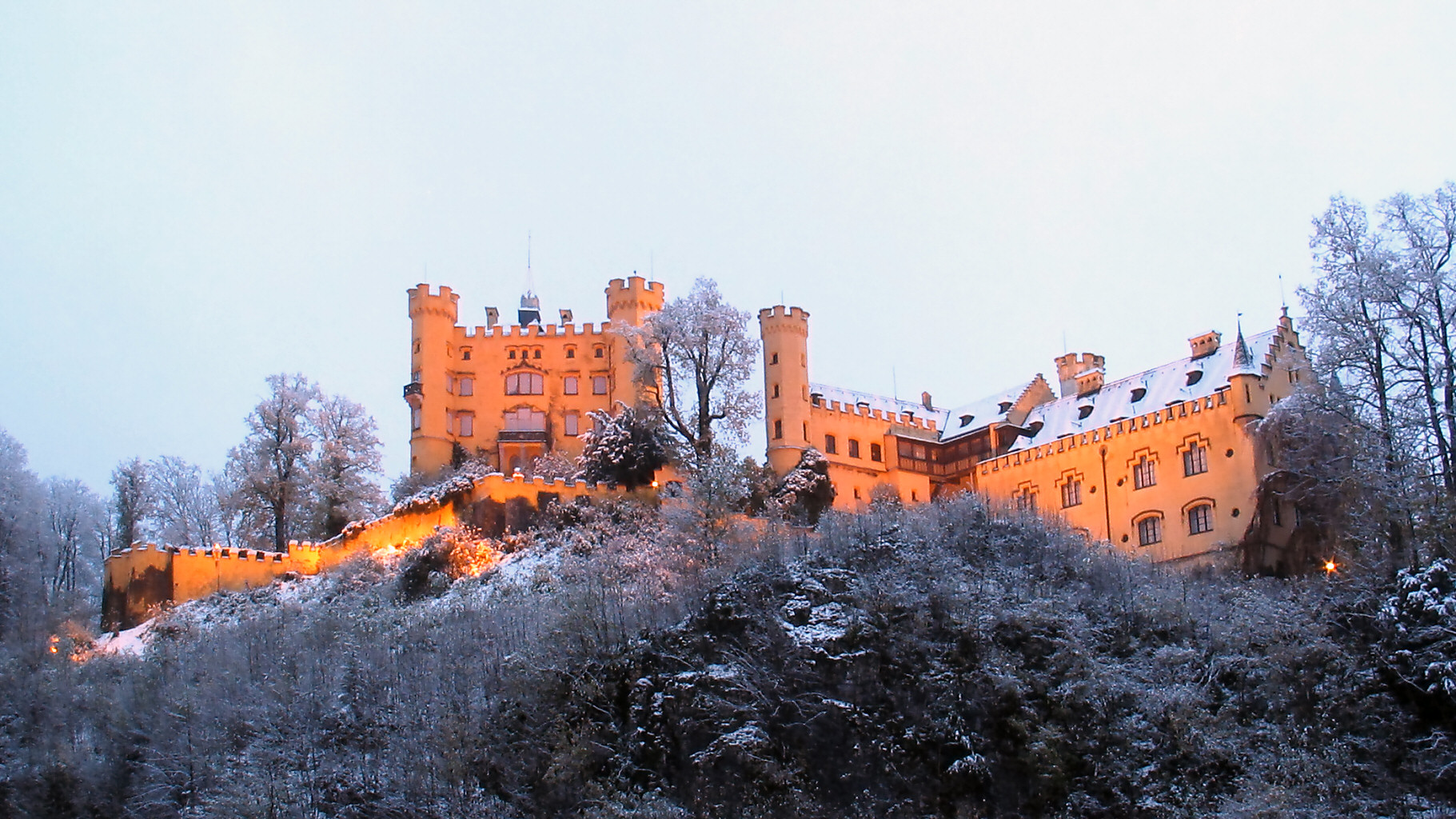
Slottet Hohenschwangau

Hohenschwangau är ett slott nära den tyska staden Füssen i Bayern. Det ligger mittemot slottet Neuschwanstein.

## Historik
Byggnaden nämndes under 1100-talet för första gången som borg Schwanstein och var residens för adelssläkten Schwangau. Under de följande århundradena förstördes och återuppbyggdes borgen flera gånger.
1832 köpte kung Maximilian II av Bayern (vid denna tid kronprins Maximilian) ruinen och lät sedan målaren Domenico Quaglio den yngre bygga ett slott i nygotisk stil. Den arkitektoniska översynen över bygget hade Georg Friedrich Ziebland. Quaglio var överledare för bygget, men hann avlida innan slottet var klart. Slottet blev 1837 färdigställt av Joseph Daniel Ohlmüller. Målningarna inne i slottet skapades efter skisser av Moritz von Schwind och fram till idag har byggnaden samma utseende.
Vid början av 1800-talet bytte borgarna Schwanstein och Vorder- und Hinterhohenschwangau namn, den första blev Hohenschwangau och den andra kallas numera Neuschwanstein.
Slottet Hohenschwangau var det bayerska kungaparets sommarresidens och här bodde Ludvig II till stor del under sina ungdomsår. Hans mor, Maria av Preussen, bodde efter makens död på slottet och dog här 1889. Prins Adalbert av Bayern flyttade 1941 till Hohenschwangau efter att han blev vägrad en tjänst i Nazitysklands Wehrmacht. Slottet ägs idag av en stiftelse, Wittelsbacher Ausgleichsfonds.
Slottets inredning i biedermeierstil är bevarad i originalskick.